# Alessandro Pisci
Alessandro Pisci (Torino, 2 giugno 1967) è un attore e regista teatrale italiano.

## Biografia
Attivo prevalentemente nell'ambito teatrale, Pisci comincia la sua carriera come attore per poi divenire regista e autore insieme al collega Pasquale Buonarota. Dal 1994 i due collaborano con la Fondazione Teatro Ragazzi e Giovani di Torino, occupandosi di spettacoli teatrali rivolti a un pubblico di bambini e in particolare portando avanti il progetto "Favole filosofiche"; fra i vari testi messi in scena si ricordano Il Re pescatore, Hansel & Gretel dei fratelli Merendoni e Favolosofia.
Dal 1994 sono i protagonisti dello spettacolo Pigiami, rappresentato in vari Stati, fra cui Francia, Regno Unito e Stati Uniti d'America. Lo spettacolo, nato all'inizio degli anni ottanta, ha avuto oltre duemila repliche e ha vinto diversi riconoscimenti, fra cui il premio teatrale del Giffoni Film Festival nel 2003.
Oltre all'attività teatrale, Pisci ha occasionalmente lavorato anche al cinema e in televisione; mentre nel primo campo ha ricoperto solo ruoli marginali, nel secondo ha ottenuto una certa visibilità con la nota trasmissione per bambini Melevisione, dove dal 1999 al 2000 ha interpretato il Genio Abù Ben Set.

## Vita privata
È sposato con l'attrice Roberta Triggiani, che ha interpretato dal 1999 al 2004 il ruolo della Strega Salamandra nella trasmissione Melevisione, a cui lo stesso Alessandro ha partecipato.